# Arrabalde
Arrabalde és un municipi de la província de Zamora a la comunitat autònoma de Castella i Lleó.

## Demografia
| 1900 | 1991 | 1996 | 2001 | 2004 | 2011 |
| ---- | ---- | ---- | ---- | ---- | ---- |
| 1180 | 474  | 426  | 383  | 365  | 287  |